# Albert Weisgerber
Albert Weisgerber (ur. 21 kwietnia 1878 w St. Ingbert, zm. 10 maja 1915 pod Fromelles) – niemiecki malarz i grafik.
Służył jako oficer w armii Cesarstwa Niemieckiego i zginął podczas I wojny światowej. Został pochowany na Cmentarzu Północnym w Monachium.